# 南極条約事務局
南極条約事務局（なんきょくじょうやくじむきょく、英語: Antarctic Treaty Secretariat、略称：ATS）は、南極条約協議国会議（ATCM）によって、2004年に南極条約締結国の年次会合の支援やATCMの年次報告書の発行などの、ATCMの業務を管理するために設立された組織である。

## 概要
南極条約事務局は、南極条約協議国会議の指示のもと、以下の活動を行っている。
- ATCMや環境保護委員会（CEP）などの会議の準備と支援。
- ATCMやCEPの記録を収集、維持、公表。
- 南極条約と議定書の下で必要とされる締約国間の情報交換を促進。
- 南極条約に関する情報を一般市民に提供。

## 沿革
- 2003年6月 - スペインのマドリードで開催された第26回南極条約協議国会議[2]でATSの設置や機能や予算が定められた第1号措置が採択された。
- 2004年9月1日 - 第1号措置に基づき、アルゼンチンのブエノスアイレスに設立される。この日に設立されるまで、南極条約は常設機関を持たずに運営されていた。同時に、初代事務局長にオランダ出身のヤン・フーバー[1]が就任した。
- 2009年4月 - アメリカのボルチモアで開催された第32回南極条約協議国会議[2]でドイツ出身のマンフレッド・ラインケ[1]が選出され、同年9月1日に就任した。
- 2017年6月 - 中国の北京で開催された第40回南極条約協議国会議[2]でウルグアイ出身のアルバート・ルベラス[1]が選出された。